# كاثرين جونسون (لاعبة هوكي الحقل بريطانية)
كاثرين جونسون (بالإنجليزية: Kathryn Johnson)‏ هي لاعب هوكي الحقل بريطانية، ولدت في 21 يناير 1967 في King's Lynn ‏ في المملكة المتحدة.

## وصلات خارجية
- كاثرين جونسون على موقع الاتحاد الدولي للهوكي (الإنجليزية)
- كاثرين جونسون على موقع اللجنة الأولمبية الدولية (الإنجليزية)
- كاثرين جونسون على موقع أوليمبيديا (الإنجليزية)
- كاثرين جونسون على موقع اللجنة الأولمبية البريطانية (الإنجليزية)